# Küstentanne Freischützstraße

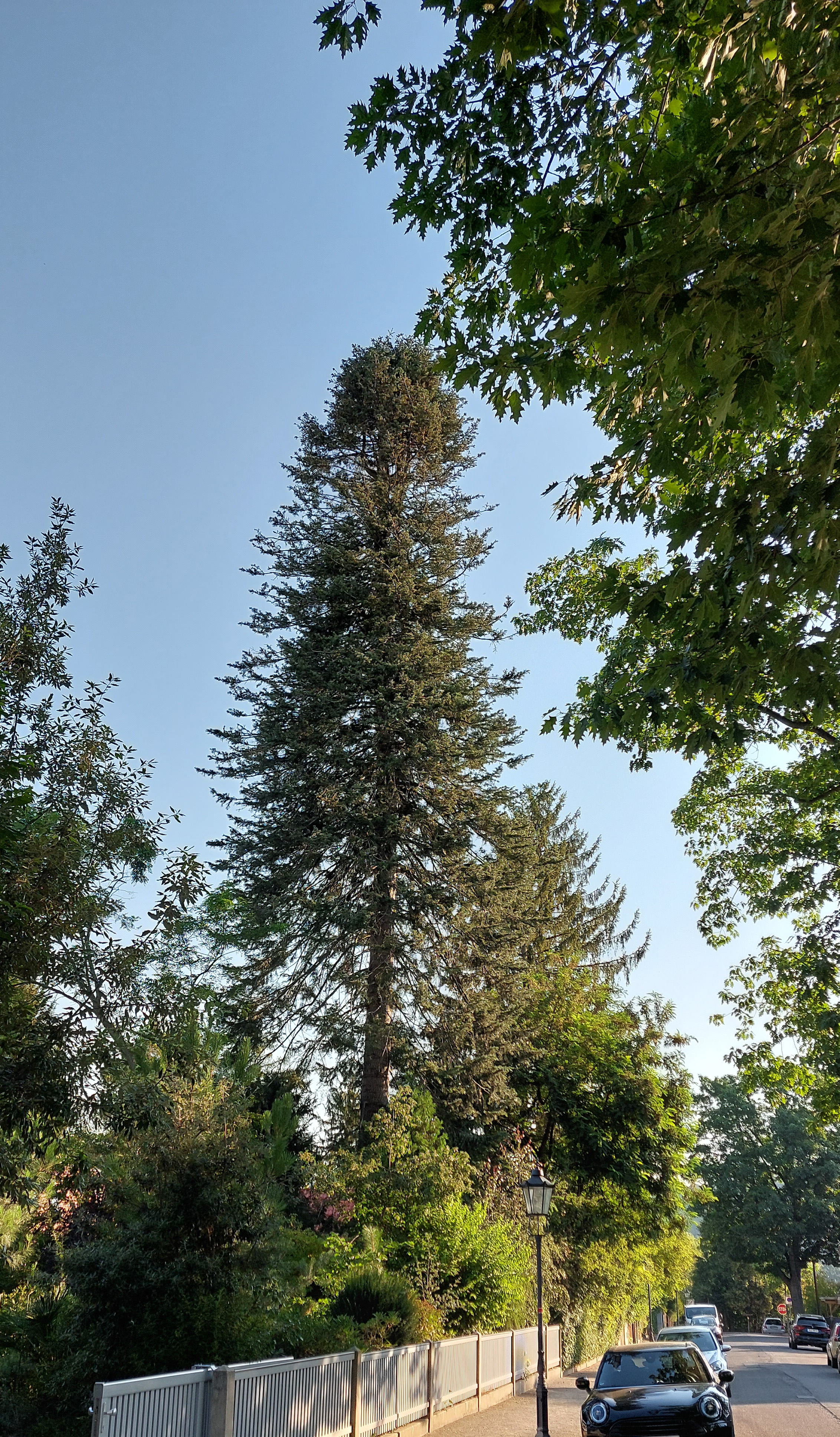
Naturdenkmal Küstentanne Freischützstraße (2022)

Die Küstentanne Freischützstraße in Dresden ist seit Anfang 2015 ein Naturdenkmal (ND 124). Dieses besonders ausgeprägte Exemplar der in Nordamerika heimischen Küsten- oder Riesen-Tanne (Abies grandis) weist eine herausgehobene straßen- und gebietsprägende Wirkung auf und ist eine Rarität im Dresdner Stadtgebiet.

## Geographie
Der Baum steht im dörflich geprägten Villenstadtteil Kleinzschachwitz knapp 200 Meter vom Elbufer entfernt an der nordwestlichen Seite der Freischützstraße in der östlichen Grundstücksecke des Flurstücks 173/v. Diesem benachbart ist links das Flurstück 173/y mit der Hausnummer 25, zu dem es gehört, und rechts das Flurstück 173/u mit der Hausnummer 29. Mit einer Höhe von 28 bis 36 Metern überragt der Baum alle Häuser der Umgebung. Ihr Stammumfang beträgt 2,80 Meter und der Kronendurchmesser 8 Meter.

## Geschichte
Der Baum galt 2012 als „rund 80 Jahre“ alt, nach seiner Unterschutzstellung 2015 gab das Umweltamt der Stadt das Alter mit 90, später 120 Jahren an. Nach einer Karte von 1927 war die Freischützstraße kaum bebaut, was die These stützt, dass der Baum womöglich von einer dort befindlichen Gärtnerei stammt.
Anfang der 2010er war die Landeshauptstadt Dresden als Untere Naturschutzbehörde bestrebt, „39 besonders wertvolle Bäume an 29 Standorten als Naturdenkmale“ unter Schutz zu stellen. In Kleinzschachwitz betraf dies neben der Küstentanne die Schwarz-Kiefer Kleinzschachwitzer Ufer 82. Die Festsetzung der Küstentanne als Naturdenkmal erfolgte im Januar 2015 mittels einer Verordnung.
Der Schutzbereich rings um den Baum erstreckt sich unter der gesamten Krone zuzüglich fünf Metern, mindestens jedoch zehn Meter von der Stammmitte.